# 9246 Niemeyer
9246 Niemeyer este un asteroid din centura principală de asteroizi.

## Descriere
9246 Niemeyer este un asteroid din centura principală de asteroizi. A fost descoperit pe 25 aprilie 1998 la Observatorul La Silla de Eric Walter Elst. El prezintă o orbită caracterizată de o semiaxă mare de 2,35 ua, o excentricitate de 0,22 și o înclinație de 1,4° în raport cu ecliptica.